# St. Florian (Funnix)

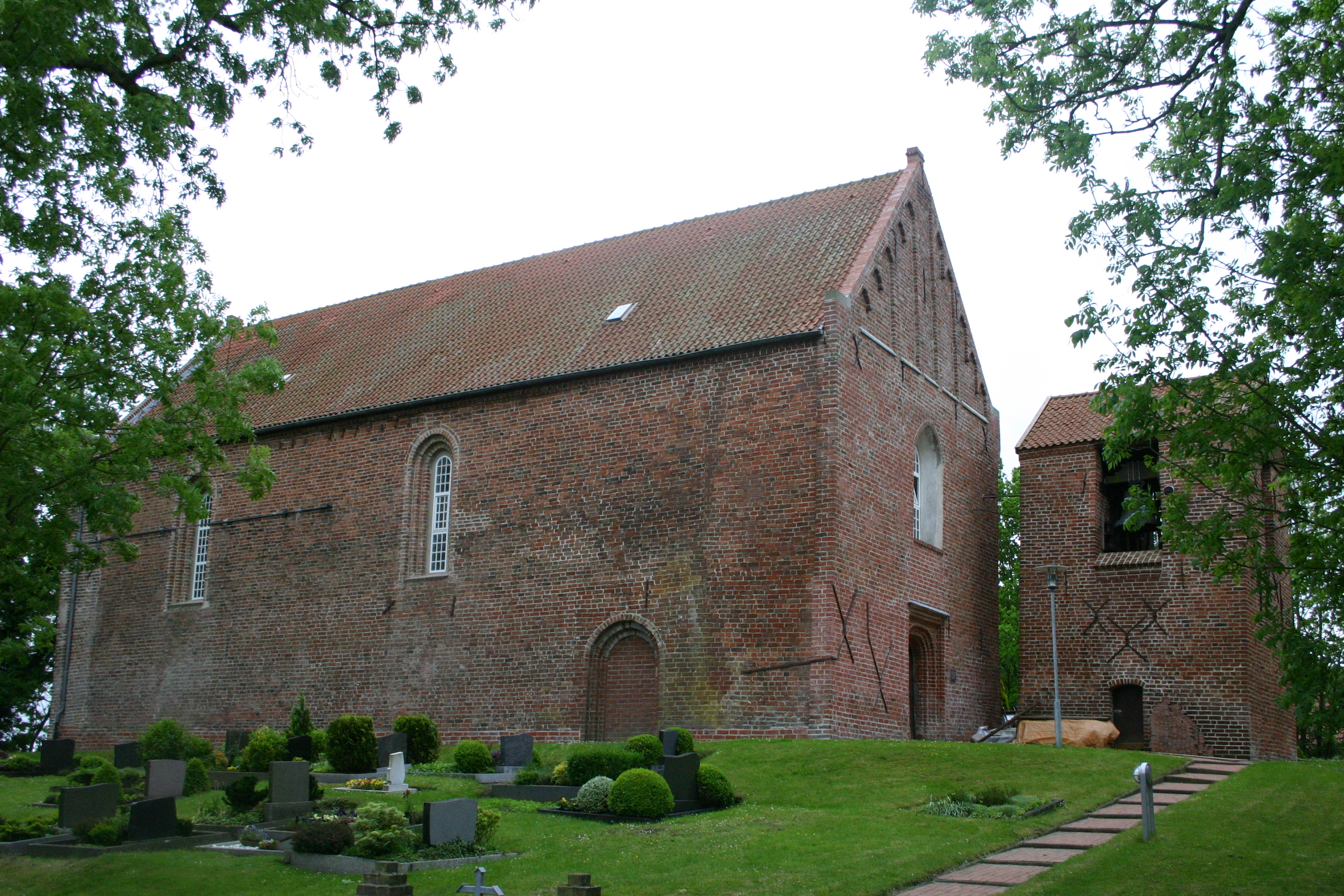
St. Florian in Funnix

St. Florian ist die evangelisch-lutherische Kirche in Funnix, einem Ortsteil von Wittmund, die im frühen 14. Jahrhundert auf einer hohen Warft erbaut wurde.

## Geschichte
Die Funnixer Backsteinkirche St. Florian ist als rechteckiger Einraumsaal konzipiert. Der frei stehende Glockenturm datiert aus dem 13. Jahrhundert. Funde von Grabplatten aus dem 12. Jahrhundert, die man bei Restaurierungsarbeiten entdeckt hat, sowie Einrichtungsgegenstände aus dem 12. Jahrhundert weisen auf einen Vorgängerbau an gleicher Stelle hin.
Als keine 100 Jahre nach der Errichtung die Gewölbe einstürzten, musste die Westseite um etwa 3 Meter verkürzt und neu aufgeführt werden. In diesem Zuge wurde das spätgotische Westportal geschaffen. An der Nordseite sind die hohen schmalen spitzbogigen Fenster aus der Erbauungszeit der Kirche erhalten, die an der Ostseite um 1500 vergrößert wurden.
Seit 2007 gehört die evangelisch-lutherische Pfarrkirche zum Verbund „Verlässlich geöffneter Kirchen“, um mit regelmäßigen Öffnungszeiten die Attraktivität für Touristen zu erhöhen. Die Kirche steht unter Denkmalschutz.

## Ausstattung

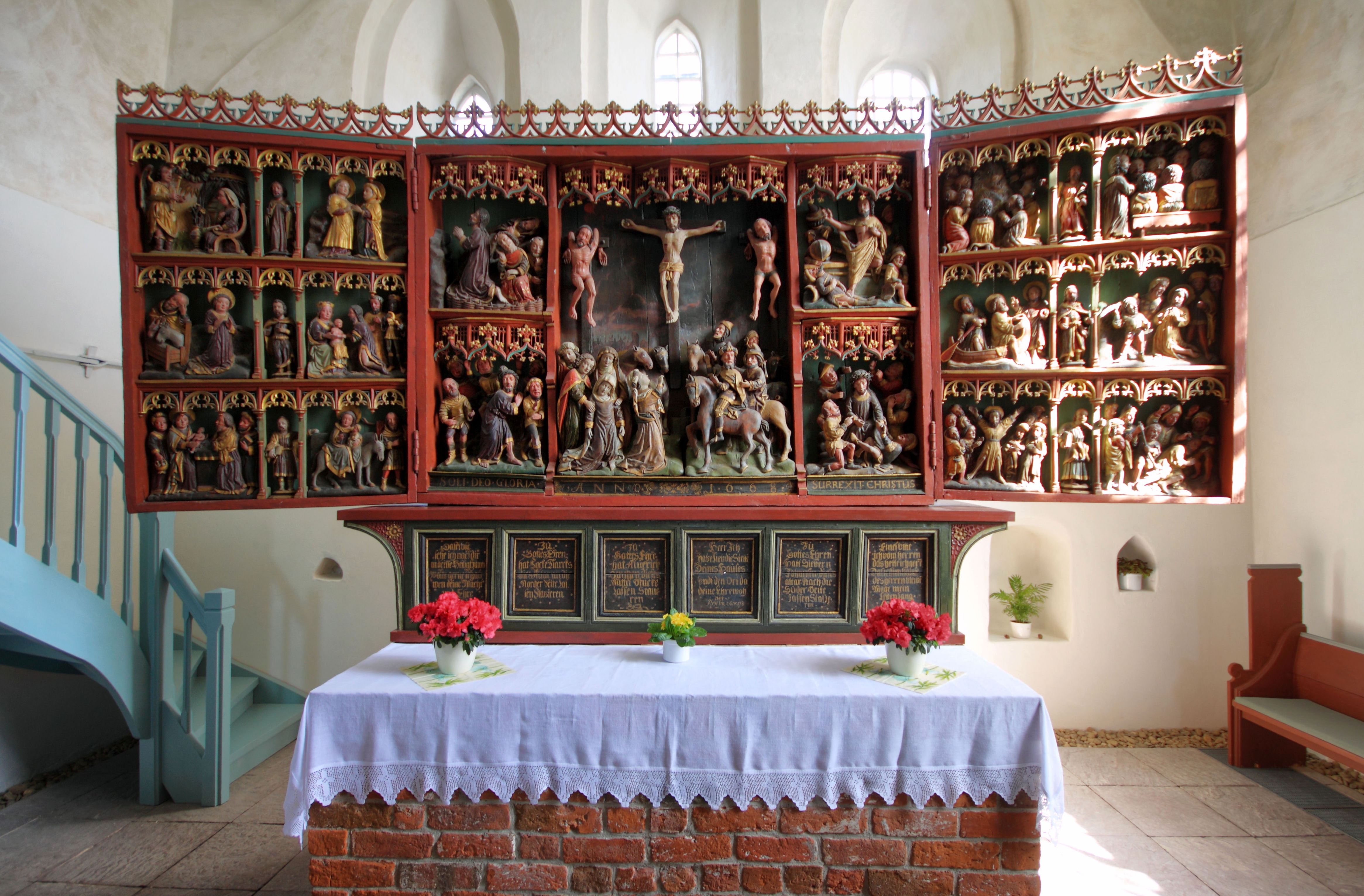
Gotischer Schnitzaltar

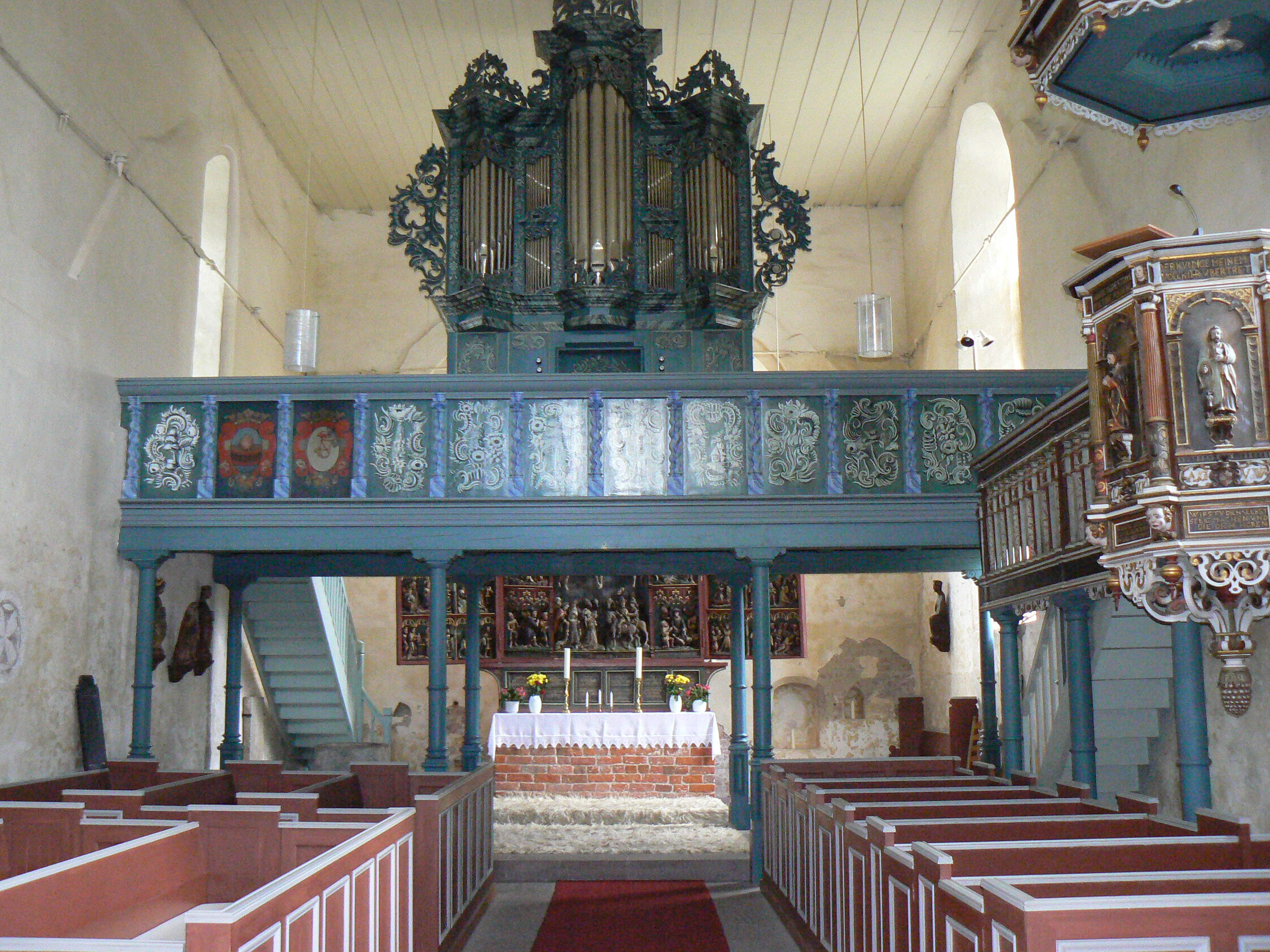
Kircheninterieur

Die Kirche ist zwar eine der jüngsten im Harlingerland, weist aber eine reiche Ausstattung auf. Das Kircheninnere war ursprünglich mit Gewölben ausgestattet, wovon noch die Reste der Schildbögen zeugen. Heute wird der Raum mit einer flachen Holzdecke abgeschlossen. Zum Interieur gehören ein Taufstein und ein Weihwasserbecken aus dem 12. Jahrhundert.
Von kunsthistorischer Bedeutung ist der Schnitzaltar aus dem späten 15. Jahrhundert. Er ist mit 105 Figuren ausgestattet, die einer Überlieferung zufolge ein einarmiger Knecht geschnitzt haben soll. Dargestellt werden in 17 Szenen die Kindheit und Passion Jesu sowie die Geschichte des Apostels Andreas, in den schmalen mittleren Registern der Seitenflügel sechs Apostelfiguren und als Ölgemälde auf der Rückwand St. Augustinus und St. Bernhardus. Der Flügelaltar ist vermutlich niederdeutscher Herkunft und weist niederländischen Einfluss auf. Einzelne Szenen und verlorene Figuren sowie die Farbfassung wurden 1668 im Zuge einer Restaurierung durch Jacob Cröpelin aus Esens erneuert, der auch die Inschrift auf der Predella ergänzte. In Ostfriesland sind noch insgesamt sechs Schnitzaltäre Cröpelins erhalten.
Sechs Holzbildnisse aus der Zeit zwischen 1300 und 1500 und sieben gotische Bildnisse lassen vermuten, dass die Kunstschätze aus anderen Kirchen oder Klöstern nach Funnix gebracht wurden, um sie vor dem Reformatorischen Bildersturm zu retten. Heute befindet sich ein Teil der Bildnisse im Ostfriesischen Landesmuseum.
Die barocke Kanzel schuf Cröpelin im Jahr 1660. Zwischen kannelierten Ecksäulen sind die Evangelisten in Rundbogenfeldern als Statuetten geschnitzt. Die Ostempore wurde 1953–1955 einschließlich der Orgel an die Westseite umgesetzt, um den Blick auf den Altar freizustellen. 1984–1986 wurde diese Maßnahme wieder rückgängig gemacht. Auf der Brüstung sind zwölf gemalte Wappen zu sehen, die durch gedrehte Säulen mit Rokokomotiven getrennt werden.

## Orgel
Die Orgel wurde im Stil des Rokoko von Johann Friedrich Constabel 1760 begonnen und nach seinem Tod von Hinrich Just Müller aus Wittmund 1762 vollendet. Sie weist ein reiches Schnitzwerk auf und verfügt über acht Register auf einem Manual und angehängtem Pedal, von denen noch sechs original sind. Die Trompete wurde 1911 durch Johann Martin Schmid, die Mixtur 1953–1955 durch Alfred Führer ersetzt, der auch sonst in die historische Substanz eingriff. 1984 bis 1986 erfolgte anlässlich der erneuten Umsetzung der Empore eine umfassende Restaurierung der Orgel durch dieselbe Firma Führer, die den ursprünglichen Zustand des Instruments wiederherstellte.
| Manualwerk CD–c3 |              |       |     |
| 1.               | Principal    | 8′    | C/M |
| 2.               | Gedackt      | 8′    | C/M |
| 3.               | Octav        | 4′    | C/M |
| 4.               | Flöte        | 4′    | C/M |
| 5.               | Quinte       | 2 ⁄3′ | C/M |
| 6.               | Waldflöte    | 2′    | C/M |
| 7.               | Mixtur IV    |       | F   |
| 8.               | Trompete B/D | 8′    | F   |

- Koppeln: Angehängtes Pedal (CD–d1)
- Anmerkungen

C/M = Pfeifenmaterial von Johann Friedrich Constabel und Hinrich Just Müller (1760–1762)
F = Pfeifenmaterial von Alfred Führer (1984–1986)

## Fotos

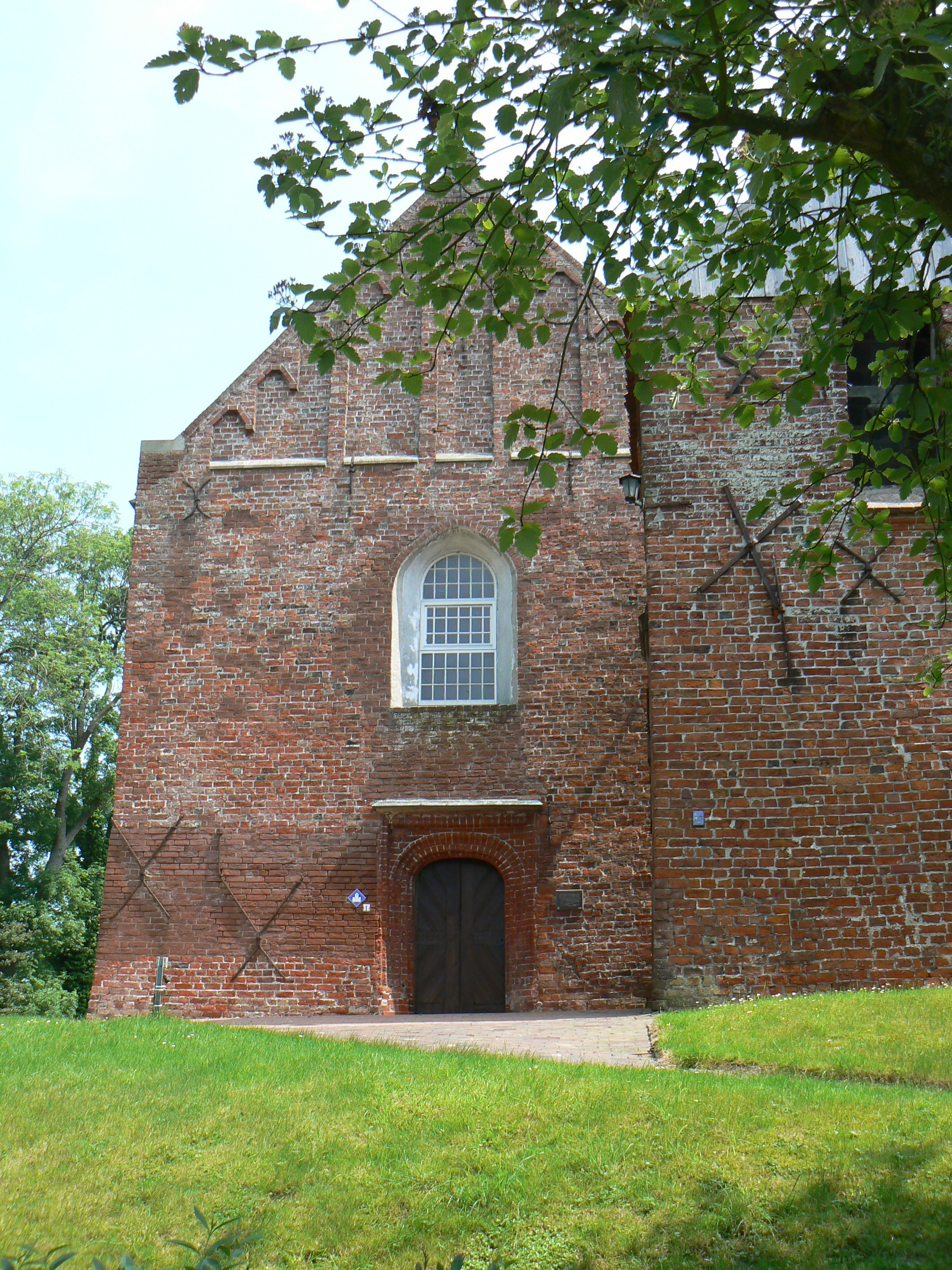
Westeingang der Kirche
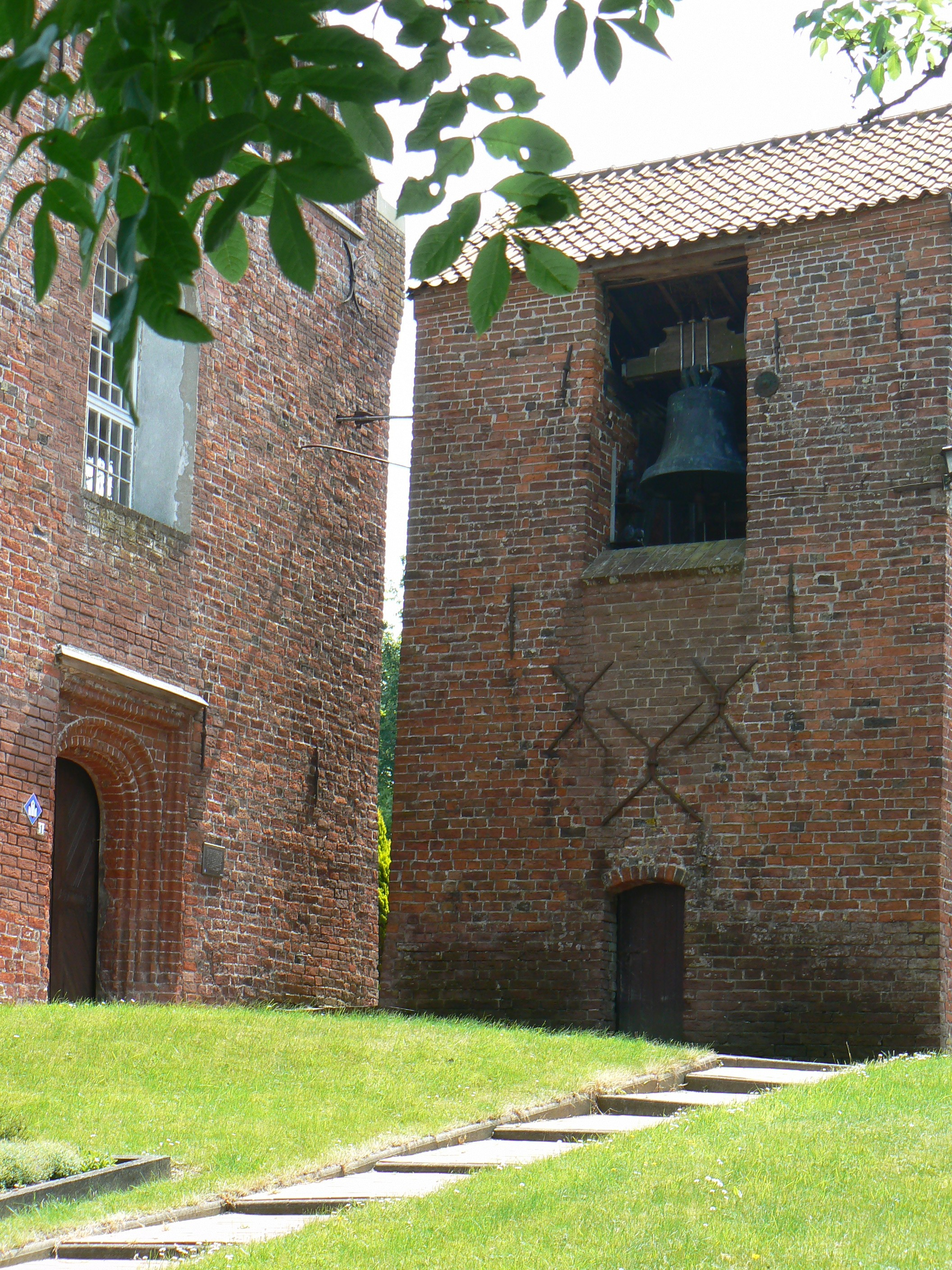
Glockenturm des geschlossenen Typs
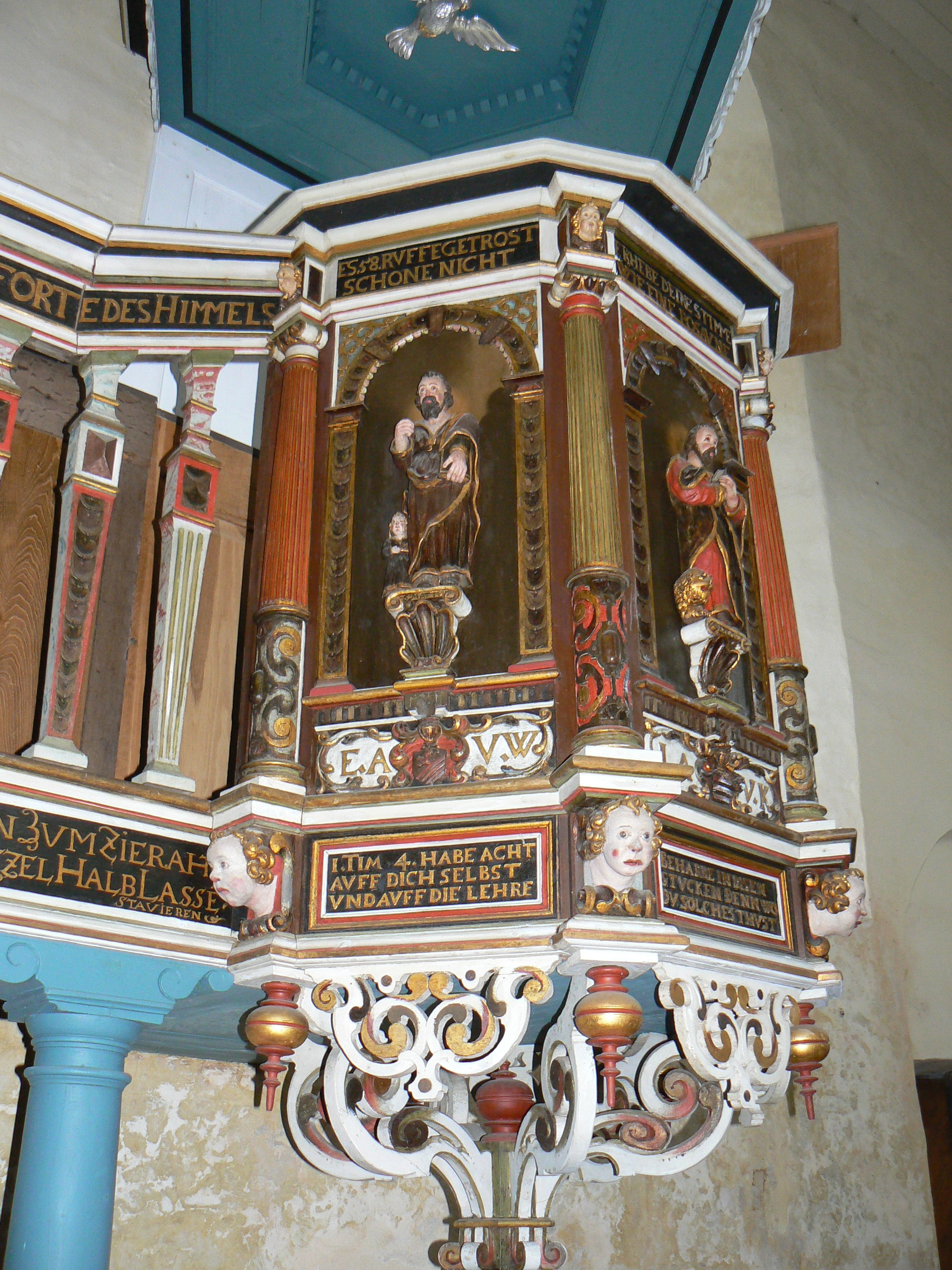
Barockkanzel von Jacob Cröpelin aus Esens